# Lernapar
Lernapar – wieś w Armenii, w prowincji Aragacotn. W 2011 roku liczyła 536 mieszkańców.